# Seiji Maehara
Seiji Maehara (前原 誠司) é um político japonês que foi ministro das relações exteriores do Japão de 2010 até 2011. Um membro da Casa dos Representantes do Japão desde 1993, e também foi líder do Partido Democrático do Japão de 2005 até 2006.
Em 16 de setembro de 2009, ele assumiu o cargo de Ministro da Terra, Infra-estrutura, Transportes e do Turismo do Japão durante o mandato do primeiro-ministro Yukio Hatoyama, mas foi transferido para o Ministério das Relações Exteriores em setembro de 2010. Ele deixou o cargo em março de 2011 depois que ele reconheceu o recebimento de doações ilegais de sul-coreanos que vivem no Japão.

## Renúncia ao cargo de Ministro das Relações Exteriores
Em março de 2011, Maehara renunciou o cargo de Ministro de Relações Exteriores após terem verificado que ele aceitou uma doação de ¥ 250 000 (aproximadamente. US$ 3 000) de uma cidadã estrangeira, especificamente de uma mulher de 72 anos de idade em Quioto, que é uma Sul coreana residente no Japão que conhecia desde os tempos que ele estava na escola. A aceitação de doações de cidadãos estrangeiros é ilegal no Japão para evitar a influências externas. Ao renunciar, ele pediu desculpas para a nação por ter mantido o cargo por apenas 6 meses e por "provocar desconfiança" sobre o seu financiamento político. De acordo com o Japan Times a renúncia faria com que as relações entre Estados Unidos e Japão enfraquecer. O ministro das relações exteriores da China, Yang Jiechi, afirmou que eles estão disposto a ter um relacionamento para quem for o substituto de Maehara no cargo. A doação foi revelada por um político opositor, Shoji Nishida.

## Candidatura ao cargo de Primeiro-Ministro
Em 22 de agosto de 2011, Maehara expressou a sua intenção de suceder Naoto Kan como Primeiro Ministro do Japão, após Kan ter anunciado a renúncia ao cargo de primeiro-ministro em 26 de agosto de 2011.
Ao momento ele foi um dos candidatos que concorreu nas eleições para a presidência do Partido Democrático do Japão de 2011, que ocorreu em 29 de agosto de 2011, onde foi escolhido Yoshihiko Noda para o cargo de presidente do partido e consequentemente para o primeiro-ministro.